# Щипкова, Татьяна Николаевна
Татья́на Никола́евна Щипкова (7 февраля 1930, Рубцовск Алтайского края — 11 июля 2009, Москва) — советский и российский лингвист. Кандидат филологических наук. 
В советское время — диссидент, участница подпольного православного движения, политическая заключённая. 

## Биография
Родилась 7 февраля 1930 года в Алтайском крае, в городе Рубцовка (сейчас Рубцовск). Родители — мать, Галина Казимировна Щипкова (Пиотровская) — этнограф, погибла в 1942 году во время Ленинградской Блокады, отец, Николай Денисович Щипков — врач. Сын — Щипков Александр Владимирович, российский общественный деятель, политический философ.

### Образование
Окончила Ленинградский государственный университет по специальности «романская филология». С 1953 по 1958 год по распределению работала учителем французского и русского языков в школе с. Кицканы (Теленештский р-н, Молдавия). Затем прошла обучение в аспирантуре ЛОИЯ АН СССР, где под научным руководством доктора филологических наук, профессора Е. А. Реферовской защитила диссертацию на соискание учёной степени кандидата филологических наук по теме «Глагольное дополнение в румынском языке XVI—XVII вв. (Инфинитив, конъюнктив, индикатив)».

### Смоленский педагогический институт
По окончании аспирантуры начала преподавательскую деятельность на факультете иностранных языков Смоленского педагогического института. В период с 1961 по 1978 год читала лекционные курсы по латинскому языку, теоретической грамматике, истории французского языка, античной истории и культуре. В своих лекциях, стремясь сформировать у студентов целостное представление об изучаемом предмете, затрагивала вопросы влияния христианского вероучения на культурно-исторические аспекты развития цивилизации, касаясь, в частности, содержания евангельских текстов и проблемы историчности личности Иисуса Христа.

### Христианский семинар. Гонения.
В 70-е годы познакомилась со священником Димитрием Дудко. Принимала участие в деятельности христианского семинара, организованного в 1974 году по инициативе Александра Огородникова и её ученика Владимира Пореша. В 1978 году в квартире Т. Н. Щипковой в Смоленске прошел обыск, в ходе которого были обнаружены экземпляры самиздатского православного журнала «Община» (который с 1976 года выпускали А. Огородников и В. Пореш с группой единомышленников), а также другая религиозная литература. В результате Т. Н. Щипкова была уволена с работы и лишена учёной степени кандидата филологических наук.

### Фабрикация уголовного дела. Суд.
В 1979 году репрессивные действия властей приняли форму уголовного преследования. В отношении Т. Н. Щипковой было сфабриковано уголовное дело по ст. 206 ч. 2 (злостное хулиганство). Несмотря на абсурдность обвинения (умышленное избиение дружинника, мастера спорта по борьбе, принимавшего участие в одном из обысков), 6 января 1980 года Ленинский районный суд г. Москвы вынес обвинительный приговор и назначил наказание в виде 3 лет лишения свободы с отбыванием в ИТУ. Следственный и судебный процессы пагубно сказались на здоровье Т. Н. Щипковой — в декабре 1979 года она перенесла острый приступ глаукомы. Во время последующего этапирования к месту заключения, продолжавшегося 3 месяца, приступы неоднократно повторялись, что в условиях запрета на применение лекарственных препаратов создало угрозу полной потери зрения.

### Лагерь
С 1980 по 1983 год Т. Н. Щипкова находилась в заключении в женской уголовной колонии 267/10 (пос. Горный, Уссурийский край), работала на швейном производстве. Создала подпольный образовательный кружок, занималась проповедью среди заключённых и их гуманитарным развитием: давала уроки французского языка, знакомила с произведениями русской классической литературы, творчеством русских поэтов XIX—XX веков. За три года существования кружка ни одна из заключённых не донесла о нём руководству ИТУ.

### Освобождение и постсоветский период
После освобождения в 1983 году Татьяна Щипкова была вынуждена в течение года жить в Ленинграде нелегально, постоянно меняя квартиры, поскольку лишилась собственного жилья, а запрос о прописке к сыну Александру Щипкову властями был отклонён. После очередного задержания и вынесения постановления «покинуть г. Ленинград в течение 24-х часов» скрывалась без паспорта и прописки в Псковской области. В 1985 году получила разрешение вернуться в Ленинград и поселиться у сына. Устроилась на работу вахтёром. Завершила работу над книгой лагерных воспоминаний «Женский портрет в тюремном интерьере. Записки православной» (книга была издана уже после смерти Щипковой, в 2011 году).
Ограничения в социальных правах действовали вплоть до 1990 года. В 1991 году Щипкова получила приглашение на работу в гуманитарную школу при Санкт-Петербургском институте богословия и философии и в течение 15 лет преподавала в этом учебном заведении французский язык.
Умерла в Москве 11 июля 2009 года. Похоронена в Тарусе на Новом кладбище.
25 декабря 2019 года Второй кассационный суд общей юрисдикции на основании представления Генеральной прокуратуры России отменил приговор 1980 года по уголовному делу в отношении Татьяны Щипковой и признал за ней права на реабилитацию.

## Мемориальная доска в Смоленске

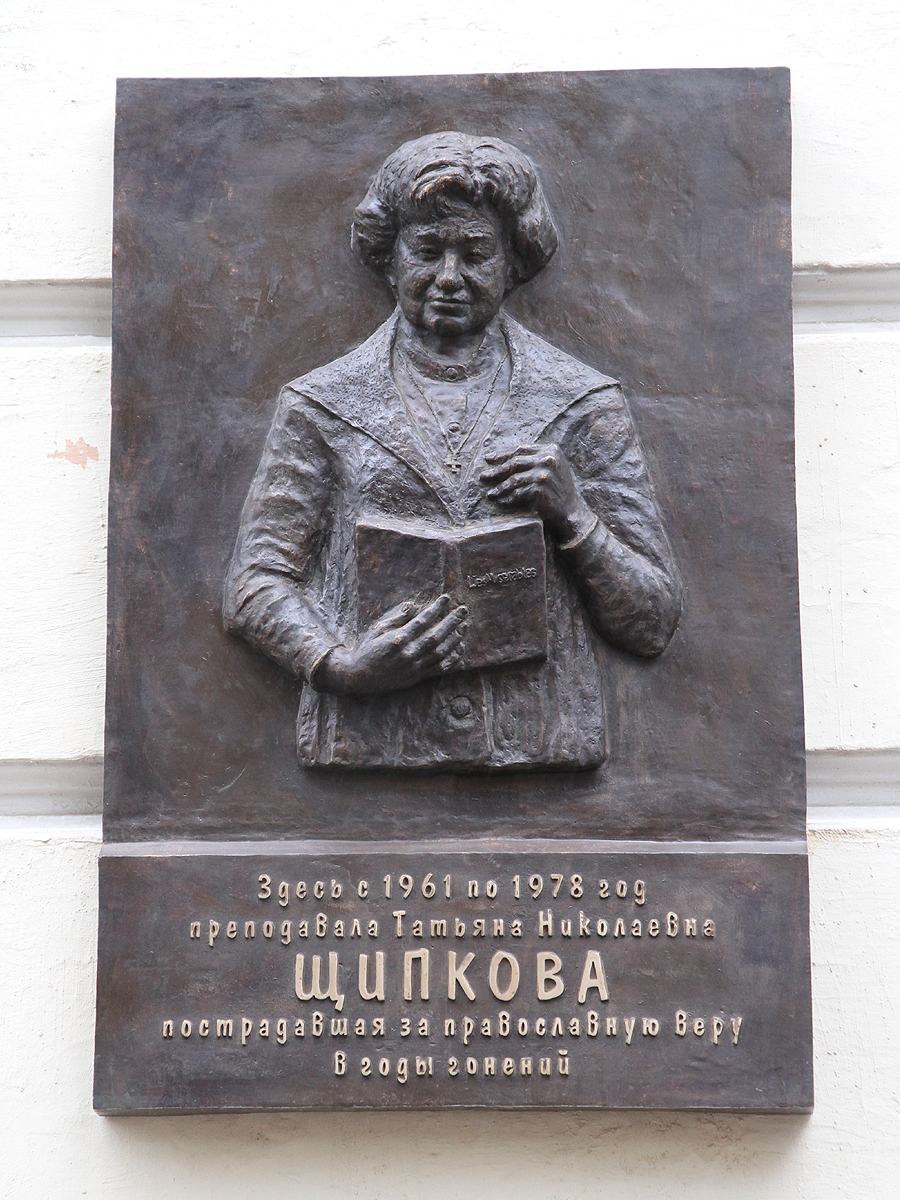
Мемориальная доска на историческом здании Смоленского государственного университета. Работа скульптора Александра Казачка

15 июля 2012 года в память о Татьяне Щипковой на историческом здании Смоленского государственного университета установлена мемориальная доска работы скульптора Александра Казачка. Надпись под барельефом гласит: «Здесь с 1961 по 1978 год преподавала Татьяна Николаевна Щипкова, пострадавшая за православную веру в годы гонений». Педагог изображена на фоне классной доски, с романом Виктора Гюго «Отверженные» в руках. Торжественное открытие состоялось в присутствии патриарха Московского и всея Руси Кирилла.

## Труды

### Книги
- Щипкова Т. Н. Женский портрет в тюремном интерьере. Записки православной. — М.: ИНДРИК, 2011. — 198 с. — ISBN 978-5-91674-139-1.

### Переводы
- Леон Блуа «Бедная женщина», пер. с французского Татьяны Щипковой (не издано)

### Учебники
- Учебник французского языка для гуманитарных школ. В 4 книгах. (не издано)